# VDK Gent Dames
Pour les articles homonymes, voir VDK.
VDK Gent Dames est un club belge de volley-ball fondé en 1990 et basé à Gand, évolue pour la saison 2019-2020 en Ligue A Dames.

## Palmarès
- Championnat de Belgique[3]
  - Vainqueur : 2013.
  - Finaliste : 2008, 2010, 2011, 2012, 2016.
- Coupe de Belgique[3]
  - Vainqueur : 2009.
  - Finaliste : 2007, 2008, 2011, 2015, 2017.
- Supercoupe de Belgique
  - Vainqueur : 2009, 2011, 2013, 2015[4]
  - Finaliste : 2008, 2017.

## Historique des logos

Ancien logotype.
Logotype de VDK Gent Dames.

## Effectifs

### Saison 2020-2021
| No                                         | Nom                                        | Date de naissance                          | Taille                         | Poids                          | Poste                          |
| ------------------------------------------ | ------------------------------------------ | ------------------------------------------ | ------------------------------ | ------------------------------ | ------------------------------ |
| 3                                          | Tine De Quick                              | 10 octobre 2001                            | 165                            | 53                             | Libero                         |
| 5                                          | Sarah Vermote                              | 28 août 1998                               | 176                            | 71                             | Passeuse                       |
| 6                                          | Maud Catry                                 | 4 septembre 1990                           | 189                            | 77                             | Centrale                       |
| 8                                          | Laure Flament                              | 18 juin 1998                               | 182                            | 77                             | Réceptionneuse-attaquante      |
| 9                                          | Lotte De Quick                             | 11 janvier 1998                            | 172                            | 53                             | Passeuse                       |
| 10                                         | Julie Smeets                               | 10 avril 1997                              | 186                            | 76                             | Centrale                       |
| 11                                         | Iris Vandewiele                            | 7 mars 1994                                | 190                            | 61                             | Centrale                       |
| 12                                         | Janne Devos                                | 25 mai 1999                                | 178                            | 54                             | Réceptionneuse-attaquante      |
| 13                                         | Els Vandesteene                            | 30 mai 1987                                | 186                            | 69                             | Réceptionneuse-attaquante      |
| 19                                         | Charlotte Desmet                           | 1er janvier 1999                           | 185                            |                                | Centrale                       |
|                                            |                                            |                                            |                                |                                |                                |
| Encadrement technique                      | Encadrement technique                      |                                            | Légende                        | Légende                        | Légende                        |
| Entraîneur : Stijn Morand                  | Entraîneur : Stijn Morand                  | Entraîneur : Stijn Morand                  | : Capitaine                    | : Capitaine                    | : Capitaine                    |
| Entraîneur(s) adjoint(s) : Bruno Houtteman | Entraîneur(s) adjoint(s) : Bruno Houtteman | Entraîneur(s) adjoint(s) : Bruno Houtteman | : Joueuse blessée actuellement | : Joueuse blessée actuellement | : Joueuse blessée actuellement |
| Manager général : Joost Kerckhof           |                                            |                                            |                                |                                |                                |